# Desmatophocidae
Desmatophocidae – rodzina wymarłych ssaków morskich zaliczanych do drapieżnych (Carnivora). 
Żyły w okresie miocenu, zamieszkując tereny Azji i Ameryki. Według badań filogenetycznych rodzina ta może być blisko spokrewniona z uchatkowatymi (Otariidae) i morsowatymi (Odobenidae), choć wedle badań Flynn et al. rodzina ta razem z fokowatymi (Phocidae) należy razem do Phocoidea. Rodzina ta obejmuje kilka rodzajów dużych wodnych zwierząt. Miały wydłużone czaszki, stosunkowo duże oczy, kości jarzmowe połączone na zasadzie czopów (wypustka jednej kości wchodzi w zagłębienie kolejnej) oraz zaokrąglone zęby policzkowe. U rodzaju Allodesmus mógł występować dymorfizm płciowy, objawiający się większymi kłami u samców służącymi do walki. Mogły być zdolne do pływania poprzez odpychanie się od wody zarówno przednią, jak i tylną parą kończyn. William Nigel, porównując Desmatophocidae do płetwonogich z Wysp Kurylskich stwierdził, że Desmatophocidae mogły żyć w haremach, będąc poligamiczne. 
Do rodziny zaliczono poszczególne rodzaje:
- Allodesmus
- Atopotarus
- Desmatophoca
- Eodesmus